# Nowa Bielawa (stacja kolejowa)
Nowa Bielawa – nieczynna stacja kolejowa w Bielawie, w dzielnicy Nowa Bielawa przy ulicy Sowiej; w województwie dolnośląskim, w Polsce. Obecnie nie ma na niej peronów.